# Žiželice (ort i Tjeckien, Mellersta Böhmen)
Žiželice är en ort i Tjeckien.   Den ligger i regionen Mellersta Böhmen, i den centrala delen av landet, 70 km öster om huvudstaden Prag. Žiželice ligger 215 meter över havet och antalet invånare är 1 322.
Terrängen runt Žiželice är platt. Runt Žiželice är det ganska glesbefolkat, med 31 invånare per kvadratkilometer. Närmaste större samhälle är Kolín, 17,9 km sydväst om Žiželice. Omgivningarna runt Žiželice är en mosaik av jordbruksmark och naturlig växtlighet.